# Владовце
Владовце или Владовци (на сръбски: Владовце или Vladovce) е село в община Търговище, Пчински окръг, Сърбия.

## История
В края на XIX век Владовце е село в Прешевска кааза на Османската империя. Според патриаршеския митрополит Фирмилиан в 1902 година във Владовце 32 сръбски патриаршистки къщи. По данни на секретаря на Българската екзархия Димитър Мишев („La Macédoine et sa Population Chrétienne“) в 1905 година във Владовци (Vladovtzi) има 240 българи патриаршисти гъркомани.
В 2002 година в селото има 50 жители сърби.

## Население
- 1948- 180
- 1953- 147
- 1961- 106
- 1971- 93
- 1981- 60
- 1991- 57
- 2002- 50